# Coiblemmus
Coiblemmus is een geslacht van rechtvleugeligen uit de familie krekels (Gryllidae). De wetenschappelijke naam van dit geslacht is voor het eerst geldig gepubliceerd in 1936 door Lucien Chopard.

## Soorten
Het geslacht Coiblemmus  is monotypisch en omvat slechts de volgende soort:
- Coiblemmus compactus (Chopard, 1928)